# PAPARAZZI
「PAPARAZZI」（パパラッチ）は、少女時代の日本での4枚目のシングル。2012年6月27日にNAYUTAWAVE RECORDSより発売された。

## 概要
本作は、スペシャルエディション初回盤と、DVD付き通常盤と、通常盤の3種形態で販売された。初動売上は9,3万枚を記録し、オリコン週間ランキングでは前作に引き続き2位を記録した。初回盤には、新聞大フォトブックレット2種（A、B）が封入された。

## 収録曲
CD
1. PAPARAZZI
  - 作詞：Fredrik Thomander/Johan Becker/JUNJI ISHIWATARI　作曲・編曲：Fredrik Thomander/Johan Becker/JUNJI ISHIWATARI
2. PAPARAZZI（Instrumental）

DVD
1. PAPARAZZI (music video)
2. PAPARAZZI (music video：close-up version) ＊スペシャルエディション初回盤のみ。

## 仕様
- 【スペシャルエディション初回限定盤】 CD+DVD+フォトブック2種
  - フォトブック内容
    - MV撮影時の撮りおろしPHOTO&メンバーQ&A掲載
    - A/GIRLS'GENERATION'PAPARAZZI "SPECIAL ISSUE"
    - B/GIRLS'GENERATION'PAPARAZZI "BEHIND THE SCENES"
- 【DVD付き通常盤】CD+DVD
- 【通常盤】CD